# Undersåten (film)
Undersåten är en östtysk film från 1951 i regi av Wolfgang Staudte. Den är en filmatisering av Heinrich Manns roman Undersåten från 1918. Werner Peters som gör filmens huvudroll tilldelades för sin prestation DDR:s nationalpris.

## Rollista
- Werner Peters - Diederich Heßling
- Paul Esser - von Wulckow
- Renate Fischer - Guste Daimchen
- Ernst Legal - Pastor Zillich
- Raimund Schelcher - Dr. Buck
- Eduard von Winterstein - Buck sen.
- Friedrich Maurer - Göpel
- Sabine Thalbach - Agnes Göpel
- Friedrich Gnaß - Napoleon Fischer
- Axel Triebel - Major Kunze
- Arthur Schröder - Landgerichtsdirektor
- Blandine Ebinger - Frau von Wulkow
- Carola Braunbock - Emmi Heßling